# Carlos Irizarry
Carlos Irizarry (Santa Isabel, Porto Rico, 1938) é um pintor e gravador porto-riquenho.

## Carreira
No final da década de 40, emigrou para os Estados Unidos da América e estabeleceu-se em Nova Iorque, onde estudou na Escola de Arte e Desenho. Posteriormente trabalhou como pintor e desenhista comercial e uniu-se ao grupo de artistas "Amigos de Porto Rico".
De 1966 a 1968 permaneceu em Porto Rico, onde ajudou a criar o Centro Nacional das Artes, em San Juan, e criou a Galeria 63, dedicada a promover a arte vanguardista do país. Em 1972 ganhou o primeiro prémio Exposición Internacional del Grabado de Protesta, em Viena, Áustria e foi elogiado pela revista "Sin Nombre" em 1975. Reconhecido pela crítica, em 1976 foi preso nos EUA por realizar um acto de expressão artística de carácter subversivo.
Teve uma notória incursão nas artes gráficas pelo uso de técnicas novas neste meio e foi o primeiro artista porto-riquenho a empregar a técnica da foto-serigrafia. O uso da fotografia e da justa-posição de imagens são características constantes na sua produção figurativa, da qual se destacam as mensagens críticas e sociopolíticas da realidade nacional e internacional.

## Obras
- La Transculturación del Puertorriqueño, 1975
- Julia de Burgos, 1983